# Maserati 4.24 v
Der Maserati 4.24 v und sein Nachfolger 4.24 v II sind viertürige Limousinen des italienischen Sportwagenherstellers Maserati, die von 1989 bis 1993 angeboten wurden. Die Fahrzeuge sind Mitglieder der weit gefächerten Biturbo-Familie. Der 4.24 v war eine Weiterentwicklung des Maserati 422, von dem er sich vor allem durch eine leistungsstärkere Motorisierung unterschied. Sie entsprach der des Coupés 2.24 v, als dessen viertürige Version der 4.24 v anzusehen ist. Der 4.24 v und sein Nachfolger waren ausschließlich für den Verkauf auf dem italienischen Markt bestimmt.

## Entstehungsgeschichte
Nachdem Alejandro De Tomaso 1975 Maserati übernommen hatte, verfolgte er die Idee, das Unternehmen, das bislang nur hochwertige, sehr teure Sportwagen in Handarbeit produziert hatte, als Serienhersteller etablieren. Dafür mussten künftige Modelle deutlich günstiger sein als die bisherigen Sportwagen. De Tomasos Konzept sah deshalb ein kompaktes, automatisiert gefertigtes Fahrzeug vor, das von einem vergleichsweise kleinen Motor angetrieben wurde. Damit reagierte Maserati auf die italienische Steuergesetzgebung, die Automobile mit einem Hubraum von 2000 cm³ und mehr mit einer Umsatzsteuer von 38 Prozent statt 19 Prozent belegte. Auf dieser Grundlage entstand der Maserati Biturbo, der nach dreijähriger Entwicklungszeit im Dezember 1981 öffentlich präsentiert wurde. Er hatte einen knapp 2,0 Liter großen Sechszylindermotor, der zur Leistungssteigerung mit zwei Turboladern ausgestattet war. Auf Exportmärkten bot Maserati allerdings ab 1983 eine auf 2,5 Liter Hubraum vergrößerte Version an. Sowohl die Export- als auch die Italienversion des Biturbo entwickelte der Hersteller in den folgenden Jahren schrittweise weiter: 1983 stellte Maserati beiden Versionen eine leistungsgesteigerte S-Variante zur Seite (Biturbo S für Italien, Biturbo ES für den Export); ab 1986 wurde schließlich anstelle der veralteten Vergaser eine elektronisch gesteuerte Benzineinspritzung eingebaut. Die Einspritzmodelle erhielten die Zusatzbezeichnung „i“ (für iniezione).
Ende 1983 ergänzte Maserati die bis dahin nur aus zweitürigen Coupés bestehende Baureihe um eine viertürige Limousine und nutzte dazu die – verlängerte – Bodengruppe des zweitürigen Coupés mit dessen Antriebstechnik. Die Karosserie war der des Coupés ähnlich, hatte aber keine gleichen Teile. Das viertürige Modell erschien zunächst nur als Exportmodell Biturbo 425 mit der 2,5 Liter großen Variante des Sechszylindermotors, denn Maserati war der Ansicht, dass der größere und geringfügig stärkere 2,5-Liter-Motor besser zum höheren Gewicht der Limousine passe. Erst 1985 ergänzte Maserati die Palette der Limousinen um eine 2,0-Liter-Version für den italienischen Markt, die als Biturbo 420 verkauft wurde und zunächst mit Vergaser- und später mit Einspritzmotoren in jeweils zwei Leistungsvarianten (Basis „i“ und „Si“) erhältlich war. Ab 1988 ersetzte Maserati den 420 durch den 422, der technisch nahezu vollständig dem 420 entsprach. Anders als beim 420, bot Maserati aber beim 422 zunächst keine sportliche S-Version an. Diese Rolle übernahm der 1989 eingeführte 4.24 v. 

## Positionierung im Programm der Marke
Der 4.24 v kombinierte die viertürige Karosserie des 422 mit dem leistungsstärkeren Motor des 2.24 v. Sowohl der 4.24 v als auch der 2.24 v waren mit einer Vierventilversion des 2,0 Liter großen Sechszylindermotors ausgestattet. Die Modellbezeichnung weist jeweils auf die Gesamtzahl von 24 Ventilen hin. Damit standen sie leistungsmäßig über dem 222 und dem 422, die von dem herkömmlichen Dreiventilmotor angetrieben wurden und jeweils die Basisversionen für den italienischen Markt darstellten. Der reguläre 422 und der 4.24 v wurden von 1989 bis 1992 in Italien nebeneinander angeboten; ab 1993 war 4.24 v das einzige viertürige Biturbo-Modell mit 2,0 Litern Hubraum. Neben den 2,0-Liter-Versionen dazu bot Maserati für die Exportmärkte ab 1988 unter der Bezeichnung 430 eine viertürige Limousine mit dem 2,8 Liter großen Dreiventilmotor an. Auch hierzu erschien letztlich eine Vierventilversion, allerdings erst mit einer Verzögerung von zwei Jahren. Der 430 4v, der das Parallelmodell zum 4.24 v auf den Exportmärkten darstellte, war ab 1991 im Angebot.

## Modellbeschreibung

### Karosserie
Die Karosserie des Maserati 4.24 v entsprach dem Grunde nach der des schwächer motorisierten 422 und auch der des Exportmodells 430. Ihre Form war eine Arbeit des ehemaligen Pininfarina-Designers Pierangelo Andreani. Stilistisch und im Hinblick auf die Dimensionen ähnelte der 422 nach wie vor der viertürigen Version des zeitgenössischen 3er-BMW. Wie der 422, hatte auch der 4.24 v tief gezogene Stoßfänger und eine im Vergleich zu den ersten Biturbo-Modellen flachere Kühlermaske mit abgerundeten Kanten. Wie der identisch motorisierte 2.24 v, hatte auch er 4.24 v gewölbte, Wagenfarbe lackierte Schürzen an den Flanken und einen mattschwarz eloxierten Kühlergrill. Dadurch hob er sich äußerlich vom regulären 422 ab. 
1991 erhielten die meisten Modelle der Biturbo-Familie ein Facelift, zu dem neue Frontscheinwerfer im Stil des Sportcoupés Shamal gehörten. Der 4.24 v machte diesen Wechsel ebenfalls mit. Das überarbeitete Modell erhielt die Bezeichnung 4.24 v II.

### Motor und Antrieb
Der 4.24 v hatte wie auch der Zweitürer 2.24 v die werksintern Tipo 475 genannte Vierventil-Variante des 2,0-Liter-Motors. Diese Einheit hatte einen neu konstruierten Zylinderkopf. Jede Zylinderreihe war jetzt mit zwei obenliegenden Nockenwellen ausgestattet. Die Nockenwellen auf der Auslassseite trieben über Steuerketten die Nockenwellen auf der Einlassseite an. Der Motor war mit 7,6:1 geringfügig niedriger verdichtet als der Dreiventiler im 222 (7,8:1). Die Motorleistung erhöhte sich von 220 PS beim regulären Maserati 222 auf 245 PS, die bei 6250 Umdrehungen pro Minute anfielen. Die Höchstgeschwindigkeit lag damit bei mehr als 230 km/h. Das Auto war in den letzten Jahren wahlweise auch mit einem Katalysator erhältlich; die Leistung betrug dann 240 PS.
Die Kraftübertragung übernahm zunächst, wie bei den anderen Maserati-Modellen auch, ein handgeschaltetes Fünfganggetriebe von ZF. Mit der Überarbeitung zum Modelljahr 1991 wechselte Maserati zu einem Fünfganggetriebe von Getrag, das zuvor bereits beim Modell Racing eingeführt worden war.

### Fahrwerk
Das Fahrwerk des 4.24 v entsprach dem des 2.24 v. Das Auto hatte Stoßdämpfer von Koni, die  vom Innenraum aus verstellbar waren. der Fahrer konnte zwischen vier vorgegebenen Einstellungen wählen. Anders als beim zweitürigen Coupé, waren die Reifen im Fall der Limousine von und hinten allerdings gleich groß. 

## Produktion
Maserati stellte vom 4.24 v insgesamt 384 Fahrzeuge her, von dem ab 1991 angebotenen 4.24 v II entstanden bis 1993 noch einmal 254 weitere Exemplare.